# David Kushner (cantautore)
David Alan Kushner II (Chicago, 6 settembre 2000) è un cantautore statunitense.

## Biografia
David Kushner ha fatto il suo debutto discografico con l'EP Footprints I Found, entrato nella Ultratop e nella Schweizer Hitparade; il progetto contiene i brani Miserable Man e Mr. Forgettable, entrambi certificati oro dalla Recording Industry Association of America.
Si è fatto conoscere con la hit Daylight (2023), primo ingresso dell'artista nella top 40 della Billboard Hot 100, nonché prima numero uno del cantante in svariate nazioni, tra cui Lettonia, Nuova Zelanda, Paesi Bassi, Polonia e Svizzera; il brano, triplo platino negli Stati Uniti d'America per le 3 milioni di unità vendute, ha anticipato l'uscita dell'album in studio di debutto, The Dichotomy, pubblicato nell'agosto 2024. L'album, certificato oro dalla Music Canada per le 40 000 unità, ha fatto l'entrata nella Official Albums Chart e nella Billboard 200. Lo stesso LP è stato trainato da Skin and Bones, seconda entrata dell'artista nella Hot 100 statunitense, ed è stato promosso da una tournée mondiale.
Nel gennaio 2025 viene presentato Breathe In, Breathe Out, tratto dal secondo EP 20 Years from Now.

## Discografia

### Album in studio
- 2024 – The Dichotomy

### EP
- 2022 – Footprints I Found
- 2025 – 20 Years from Now

### Singoli
- 2021 – Thank You
- 2022 – Miserable Man
- 2022 – Mr. Forgettable
- 2022 – Burn
- 2023 – Elk Grove
- 2023 – Daylight
- 2023 – Dead Man
- 2024 – Skin and Bones
- 2024 – In My Bones (con Lost Frequencies)
- 2024 – Hero
- 2024 – Humankind
- 2024 – Sweet Oblivion
- 2024 – Empty Bench
- 2025 – Breathe In, Breathe Out
- 2025 – Heavens Sirens

## Tournée
- 2024/25 – The Dichotomy Tour